# Raymond Detrez
Raymond Detrez (* 1948 in Antwerpen) ist ein belgischer Historiker, Balkanologe, Dozent an der Universität Gent. Seine Forschungen gelten der Geschichte Südosteuropas. Detrez forscht hauptsächlich in drei Bereichen: historische Ansätze zu pränationalen kollektiven Identitäten auf dem Balkan; sprachliche Zugänge zur nationalen Identität auf dem Balkan und zum Osteuropabild im Westen und umgekehrt in Literatur und Kultur.

## Leben
Raymond Detrez wurde in Antwerpen geboren. Er studierte zwischen 1967 und 1971 osteuropäische Sprachen und Geschichte an der Universität Gent und spezialisierte sich für bulgarische Philologie an der Universität Sofia (1971). Danach arbeitete er rund zwei Jahrzehnte als Produzent des Belgischen Rundfunks, bevor er Professor für osteuropäische Geschichte und Kultur wurde. 1986 erhielt er seinen Ph.D. mit einer Dissertation über die Biographie des bulgarischen Schriftsteller aus Makedonien Grigor Parlitschew. Detrez verfasste mehrere Bücher und Artikel zur südosteuropäischen Geschichte des 19. und 20. Jahrhunderts, Minderheitenfragen und Nationalismus und gilt als einer der besten westeuropäischen Kenner der bulgarischen Geschichte. Von 2000 bis zu seiner Emeritierung im Jahr 2013 war er Direktor des Zentrums für Südosteuropastudien an der Universität Gent und lehrte auch an der Katholischen Universität Löwen.

## Publikationen (Auswahl)
- Burenruzie op de Balkan. Minderhedenproblemen in Zuidoost-Europa. Utrecht: Oost-Europa Projecten, 1988
- De Balkan. Van burenruzie tot burgeroorlog. Antwerpen: Hadewijch, 1992. ISBN 978-90-5240-107-2
- Grigor Părličev.  Een case study in Balkan-nationalisme. Antwerpen:  Restant, 19 (1992), nr. 2.
- De sloop van Joegoslavië. Het relaas van een boedelscheiding. Antwerpen: Hadewijch, 1996. ISBN 978-90-5240-350-2
- Historical Dictionary of the Republic of Bulgaria. Metuchen, N. J., & London: The Scarecrow Press, Inc., 1997. (2006) ISBN 978-0-8108-4901-3
- Kosovo. De uitgestelde oorlog. Antwerpen: Hadewych, 1998 (1999) ISBN 978-90-5240-495-0
  - Косово. Отложената независимост. Übersetzung ins Bulgarische, Sofia, Verlag Кралица Маб,  2008. ISBN 978-954-533-078-0.
- Bulgarije. Amsterdam: KIT, 2000. (2007) ISBN 978-0-8108-7202-8
- Криволици на мисълта. Прев. Жерминал Чивиков. София: ЛИК, 2001. ISBN 954-607-454-3
- Bulgarije: Mensen, Politiek, Economie, Cultuur, Milieu, 2000. ISBN 978-90-6832-378-8
- Macedonie: Mensen, Politiek, Economie, Cultuur, Milieu, 2001. ISBN 978-90-6832-385-6
- Macedonië - land in de wachtkamer. Antwerpen: Hadewych, 2002.
- Servie-Montenegro: Mensen, Politiek, Economie, Cultuur, Milieu. Koninklijk Instituut voor de Tropen, 2003.  ISBN 978-90-6832-403-7
- Developing cultural identity in the Balkans: convergence vs divergence. Detrez, R. & Plas, P. (eds), Peter Lang, 2005. ISBN 978-0-8204-6660-6
- Rusland een geschiedenis. Pandora Pockets, 2008. ISBN 978-90-8918-002-5
- Europe and the Historical Legacies in the Balkans. Detrez, R. & B. Segaert (eds.) Brussels: P.I.E. Peter Lang, 2008. ISBN 978-90-5201-374-9
- Centraal-Europa: een geschiedenis. Houtekiet, 2013. ISBN 978-90-8924-225-9
- Не търсят гърци, а ромеи да бъдат. Православната културна общност в Османската империя. XV – ХІХ в., Sofia, Verlag Кралица Маб, 2015. ISBN 978-954-533-146-6